# Charles-Joseph Arcand
Pour les articles homonymes, voir Arcand.
Charles-Joseph Arcand (Grondines, 27 décembre 1871 - Montréal, 1er janvier 1951) est un homme politique québécois et ancien député libéral du district de Maisonneuve de 1931 à 1935.